# Neolophonotus hermanni
Neolophonotus hermanni är en tvåvingeart som beskrevs av Jason Gilbert Hayden Londt 1983. Neolophonotus hermanni ingår i släktet Neolophonotus och familjen rovflugor. Inga underarter finns listade i Catalogue of Life.